# Félix Pyat
Félix Aimé Pyat, född 4 oktober 1810 i Vierzon i Cher i Frankrike, död 3 augusti 1889, var en fransk socialistisk journalist och politiker.
Pyat, som var son till en legitimistisk advokat, studerade juridik, men blev tidningsman och kastade sig med iver i de politiska striderna under restaurationens sista år. Hans skarpa penna och eldande vältalighet skaffade honom inom kort ett visst anseende inom litterära och politiska kretsar. Under februarirevolutionen 1848 var han regeringskommissarie i departementet Cher, blev samma år medlem av nationalförsamlingen och slöt sig där som en av Louis Blancs mest entusiastiska anhängare till "berget". Han kom snart att framstå som en av ledarna för den franska socialismen och dömdes 1849 till deportation för livstiden på grund av sin våldsamma agitation. Han lyckades dock sätta sig i säkerhet först i Belgien, sedan i England och skrev under sin förvisningstid flera mycket uppmärksammade skrifter i dagens politiska frågor. 
Benådad 1869, återvände han till Paris, fortsatte sin oppositionella verksamhet, av myndigheterna sedd som demagogiskt upphetsningsarbete, i pressen och blev därför 1870 "in contumaciam" dömd till fem års fängelse, flydde ur landet, men återkom efter kejsardömets fall, deltog i kommunardupproret och måste efter dess kuvande ånyo fly till England 1872. En krigsrätt dömde honom 1873 "in contumaciam" till döden, men 1880 kunde han tack vare den allmänna amnestin återvända till Frankrike, där han fortsatte att i pressen förfäkta socialismen. År 1888 valdes han till deputerad och bekämpade med kraft boulangismen. Bland hans många litterära alster märks skådespelen Arabella (1833), Le brigand et le philosophe (1834), Ango (1835) och Mathilde (1842, tillsammans med Eugène Sue) samt Lettres d’un proscrit (1851) och Loisirs d’un proscrit (samma år).